# Micro Bit
O Micro Bit, também chamado de BBC Micro Bit ou micro:bit, é um computador de placa única que utiliza um processador ARM. Criada pela BBC, o objetivo desse computador é de educar crianças e jovens do Reino Unido conceitos básicos de computação e programação de computadores.
Anunciado em 2015, o computador começou a ser distribuído para escolas do Reino Unido em 2016. Em 26 de Outubro de 2017, a Positivo firmou uma parceria com a BBC para trazer a placa ao Brasil.
Em 2024, o micro:bit na versão v2 foi homologado pena Anatel e utilizado para aulas de robótica no Estado de São Paulo. 